# 香月亜耶乃
香月 亜耶乃（かつき あやの、1988年1月1日 - ）は、日本の元タレント、元女優。

## 人物・略歴
福岡県久留米市出身。第一経済大付属高校卒。趣味はフラフープ・サイクリング・料理。特技は料理・日本漢字能力検定6級。9歳上の姉がいる。
高校時代より福岡を中心に、女優として映画・CMなどで活動する。
高校2年生のときに、ミスセブンティーン2004の最終候補者20名の中に残るが落選している。
2010年に『めちゃ×2イケてるッ!』新メンバーオーディションに参加し、全国的に知名度を得る。大久保佳代子ファンの“ショップ店員”として応募者1万人の中から最終審査まで残ったものの、落選。構成スタッフの元祖爆笑王から、テレビ西日本での仕事を紹介されることとなった。その後、後述のように九州地方のローカルテレビ番組に数多く出演した。
結婚を機に2016年9月30日をもってワタナベエンターテインメントを離れ、芸能界を引退。夫は元ON/OFFの坂本直弥。

## 出演

### テレビ
- どすこい! ビューティーズ（2006年） - 主演
- 志村通（フジテレビ）
- めちゃ×2イケてるッ!（フジテレビ） - めちゃイケ新メンバー 全国4大都市オーディション
- ハチナビプラス（テレビ西日本） - 香月亜耶乃の弟子入り!（火曜日）
- FNSソフト工場 ハンディギャップ〜この世は金か実力か〜（テレビ西日本） - 料理対決
- めんたいワイド（福岡放送） - しあわせ笑点街 → 笑劇! ニュースの壷
- ナンデモ特命係発見らくちゃく!（福岡放送）
- のびのび! カマンベーロ（TVQ九州放送） - 不定期
- 土曜の夜は!おとななテレビ（TVQ九州放送） - 不定期
- チャギハ!（RKB毎日放送）
- きん☆すた（NHK福岡放送局）